# Robert Smithson

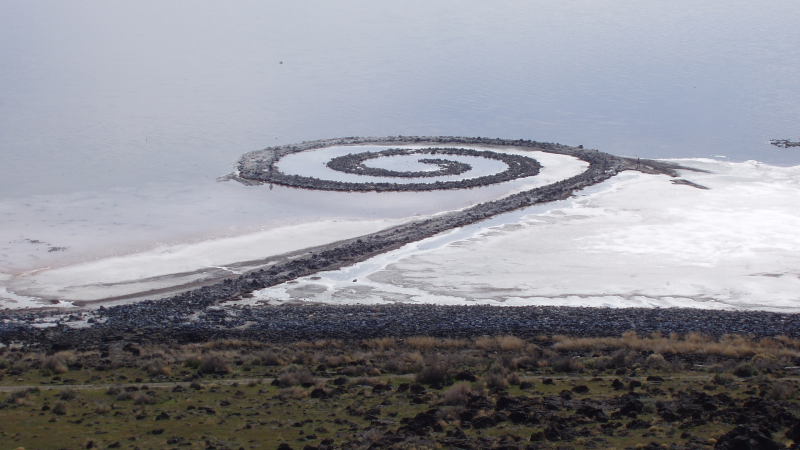
Spiral Jetty

Robert Smithson (Nova Jersey, 2 de gener de 1938 – 20 de juliol de 1973) va ser un artista contemporani estatunidenc relacionat amb el moviment anomenat art natura. Va estudiar pintura i dibuix a la ciutat de Nova York. Després de diplomar-se en la Lliga d'Estudiants d'Art el 1956, es va inscriure a l'Escola del Museu de Brooklyn.
El seu tipus de pintura preferida és la pintura abstracta, tot i que la va abandonar per consagrar-se, a partir de 1962, a l'escultura. Va començar a treballar en espais suburbans, emprant per als seus treballs el terme Earthworks (obres de terra). Les seves construccions, esculturals sense cap funció utilitària, són així obres efímeres. Les seves obres són gegantesques, construïdes amb l'ajuda de màquines industrials, lluny de la població. La seva obra més coneguda possiblement és la Spiral Jetty creada a l'abril de 1970 al Gran Llac Salat de Utah. Va morir en accident d'aviació el 1973, mentre explorava l'emplaçament pel que seria l'obra "Yellow Ramp". Un projecte que materialitzaria Nancy Holt posteriorment en col·laboració amb Richard Serra.